# Засечка (определение координат)
Геодезическая засечка или просто засечка — способ получения информации о координатах расположения точки путём измерения углов и расстояний от этой точки до известных ориентиров (пунктов опорной геодезической сети), который широко используется в практике геофизических, геологических, инженерных, строительных и др. работ. В военном деле методы засечек применяются при ведении сопряжённого наблюдения на открытой и полузакрытой местности для нахождения местоположения целей, ориентиров, реперных точек, координат разрывов артиллерийских снарядов и т. п..

## Виды геодезических засечек
В зависимости от вида измеряемых параметров выделяют линейные, угловые и линейно-угловые геодезические засечки. Линейные и линейно-угловые засечки различаются на полярные и биполярные по числу используемых опорных пунктов на прямые и обратные. Угловые засечки различают в зависимости от расположения вершин измеряемых углов на прямые, обратные и комбинированные.

### Линейная засечка
При определении пространственного положения какой-либо точки методом прямой линейной геодезической засечки требуется провести измерение длин трёх отрезков, соединяющих эту точку с ориентирами, координаты которых известны. Если это удаётся сделать, то для нахождения искомых координат достаточно решить систему из трёх уравнений, каждое из которых выражает длину измеренного отрезка через координаты точек.
Прямые линейные засечки выполняют не менее чем с трех точек с известными координатами. Обратные линейные засечки выполняют не менее чем по четырем..
Если же известно, что на область допустимых значений в задаче наложены некоторые дополнительные ограничения, например — известно, что искомая точка расположена на плоскости или на поверхности референц-эллипсоида, то оказывается достаточно знать положение всего двух ориентиров и провести замеры всего только двух длин отрезков от них до искомой точки.

### Угловая засечка
Нахождение пространственного положения точки методами угловой геодезической засечки может быть сведено к определению направляющих косинусов направлений на искомую точку от известных ориентиров и расстояний до них.
Как правило, выделяют два основных вида угловой геодезической засечки — прямую и обратную. Прямая является строго биполярной, а обратная полярной.
При прямой угловой геодезической засечке проводится измерение двух углов от двух известных ориентиров на цель, затем зная расстояние между ориентирами и их расположение проводится расчёт положения цели. Основное требование — угол у при определяемой точке должен лежать в пределах 30-150°. Примычные углы измеряют с точностью до 1'.
При обратной угловой геодезической засечке из определяемой точки делается замер двух углов между тремя известными ориентирами, затем вычисление искомых координат осуществляется используя тригонометрические соотношения между измеренными углами и известными расстояниями (см. также задача Потенота).

### Полярная и Биполярная
В полярной системе координатами являются расстояние S ({\displaystyle {\vec {r}}}) и полярный угол {\displaystyle \varphi }. В биполярной системе координатами являются углы {\displaystyle \varphi _{1}} и {\displaystyle \varphi _{2}} относительно двух заданных или расстояние {\displaystyle S_{1}} и {\displaystyle S_{2}} (радиус-векторы {\displaystyle {\vec {r}}_{1}} и {\displaystyle {\vec {r}}_{2}}). Наиболее быстро положение точки определяется в полярной системе координат, а наиболее точно в биполярной

### Прямая и Обратная
Прямая — засечка, выполняемая с исходных пунктов. Обратная — засечка, выполняемая на определяемой точке.

### Простая и Многократная
Многократные засечки представляют собой либо совокупность однократных (простых) засечек, либо содержат избыточные измерения, что в обоих случаях предусматривает уравнительные вычисления. Простые засечки содержат только необходимые измерения (минимальный набор)

### Комбинированная засечка
Если работа по определению координат проводились на определяемой точке и на одном из исходных пунктов, то такой способ называется комбинированной засечкой. Проведение комбинированной засечки может быть осуществлено как по измеренным углам, так по измеренным расстояниям и по измеренным расстояниям вместе с углами.

### Обратная фотограмметрическая (пространственная) засечка
Сущность обратной (пространственной) засечки состоит из решения уравнения четвертой степени и определения шести элементов (!). Для решения которой необходимо не мене трех опорных точек. Применяется при различных топографических задачах (Нахождение пространственных координат точки объекта), при определении траектории полета и колебании воздушных судов и ракет. Строгое решение обратной пространственной засечки является довольно сложным и недостаточно эффективным для практического использования. Международным обществом фотограмметрии и дистанционного зондирования (МОФДЗ) рекомендован и развивается подход, при использовании системы углов Эйлера, а так же во избежании конфликта в области терминологии.

### Прямая фотограмметрическая засечка
Прямая фотограмметрическая засечка это формулы.

## Практика измерений
Обычно при выполнении на местности геодезических работ широко используют различные комбинации прямых и обратных геодезических засечек, при этом для надёжности замеру подвергается большее количество величин, чем это необходимо, а положение искомых точек определяется из соответствующих уравнительных вычислений.
При проведении всех видов засечек для топографической привязки в артиллерийских задачах требуется, чтобы углы при искомых точках должны быть не менее 30° (500 тысячных) и не более 150° (2500 тысячных). В зависимости от расстояний углы при точке, координаты которой оцениваются, должны быть не менее 6—15°, а в случае использования звуковой разведки — не менее 30°.
В системе биполярных координат положение точки определяется с двух и более установок инструмента.